# Xiangyin
Xiangyin, tidigare romaniserat Siangyin, är ett härad som lyder under Yueyangs stad på prefekturnivå i Hunan-provinsen i södra Kina.